# Europa Cup (korfbal) 2007
De Europacup korfbal 2007 was de 22e editie van dit internationale zaalkorfbaltoernooi.

## Deelnemers

### Poule A
| Club       | Plaats         | Poule |
| ---------- | -------------- | ----- |
| Riviera    | Antwerpen      | A     |
| Szentendre | Szentendre     | A     |
| Grün-Weiss | Castrop-Rauxel | A     |
| Mitcham    | Londen         | A     |

### Poule B
| Club                 | Plaats                       | Poule |
| -------------------- | ---------------------------- | ----- |
| DOS'46               | Nijeveen                     | B     |
| Orel STU             | Orjol                        | B     |
| CC Oeiras            | Oeiras e São Julião da Barra | B     |
| KCC České Budějovice | České Budějovice             | B     |

## Poulefase Wedstrijden

### Poule A
| Thuisploeg |   | Uitploeg   | Uitslag |
| ---------- | - | ---------- | ------- |
| Riviera    | - | Mitcham    | 21-9    |
| Szentendre | - | Grün-Weiss | 18-13   |
| Szentendre | - | Mitcham    | 10-8    |
| Riviera    | - | Grün-Weiss | 19-9    |
| Riviera    | - | Szentendre | 19-7    |
| Mitcham    | - | Grün-Weiss | 11-11   |

### Poule B
| Thuisploeg       |   | Uitploeg | Uitslag |
| ---------------- | - | -------- | ------- |
| DOS'46           | - | Orel STU | 29-10   |
| České Budějovice | - | Oeiras   | 18-16   |
| České Budějovice | - | DOS'46   | 6-29    |
| Oeiras           | - | Orel STU | 17-11   |
| Oeiras           | - | DOS'46   | 15-31   |
| České Budějovice | - | Orel STU | 15-11   |

## Finales
| 7e&8e plaats |          |    |
|              |          |    |
| A4           | Mitcham  | 7  |
| B4           | Orel STU | 12 |

| 5e&6e plaats |            |    |
|              |            |    |
| A3           | Grün-Weiss | 10 |
| B3           | Oeiras     | 15 |

| 3e&4e plaats |                  |    |
|              |                  |    |
| A2           | Szentendre       | 14 |
| B2           | České Budějovice | 20 |

| Finale |         |    |
|        |         |    |
| A1     | Riviera | 10 |
| B1     | DOS'46  | 19 |

| Kampioen EuropaCup 2007 |
| ----------------------- |
| DOS'46 Eerste titel     |

## Eindklassement
| Positie | Club             |
| ------- | ---------------- |
| Goud    | DOS'46           |
| Zilver  | Riviera          |
| Brons   | České Budějovice |
| 4       | Szentendre       |
| 5       | Oeiras           |
| 6       | Grün-Weiss       |
| 7       | Orel STU         |
| 8       | Mitcham          |